# Дом-музей Максимилиана Волошина
Дом-музе́й Максимилиа́на Кириенко-Воло́шина — музей в Коктебеле, Крым, открытый 1 августа 1984 года в бывшем доме русского поэта, художника и литературного критика Максимилиана Кириенко-Волошина.

## История
Дом строился в Коктебеле в 1903—1913 годах Волошиным и его матерью, Еленой Оттобальдовной Волошиной.
|  |

Благодаря личным качествам Максимилиана Волошина, его высокому авторитету в литературных и художественных кругах, Дом Поэта стал местом паломничества творческой интеллигенции. Сюда в гости к Волошину приезжали поэты, писатели, деятели культуры — О. Мандельштам, А. Белый, М. Горький, В. Брюсов, Г. Шенгели, А. Толстой, С. Дымшиц-Толстая, М. Булгаков, В.Вересаев, А. Грин, С. Эфрон, М. Цветаева, Н. Гумилёв, С. Парнок, И. Эренбург, М. Зощенко, И. Сельвинский, К. Чуковский, Н. Чуковский, К. Петров-Водкин, Г. Нейгауз.
До своей смерти в 1976 году в этом доме проживала вдова Максимилиана — М. С. Волошина. Её самоотверженный труд, её гражданское мужество (особенно в годы Великой Отечественной войны и немецкой оккупации Крыма в 1941—1944 годах) сохранили всё, что окружало поэта при жизни, мемориальную обстановку комнат, библиотеку, архив.
Ещё при жизни Волошина по его инициативе в этом доме был устроен бесплатный Дом отдыха для творческой интеллигенции: писателей, художников и учёных. После смерти Волошина дом по завещанию поэта перешёл Союзу писателей. В августе 1984 года дом Волошина получил статус музея, а в 2001 году был включён на правах отдела в Коктебельский республиканский эколого-историко-культурный заповедник «Киммерия М. А. Волошина». В 2004—2007 годах было отреставрировано и укреплено здание музея. Вклад в возрождение Дома внесли Правительство Украины и Крыма, Верховная Рада Крыма, Фонд искусств Владимира Филиппова, Внешторгбанк России.
Ежегодно в середине августа в Доме-музее проводится праздник «День рождения Макса Волошина», на который собираются друзья музея и почитатели творчества Максимилиана Волошина со всего мира.
В феврале 2018 года приказом Правительства АР Крым установлена охранная зона для территории, прилегающей к Дому-музею Волошина.
23 мая 2018 года в Доме-музее М. Волошина в Коктебеле состоялось торжественное открытие проекта «К 125-летию Волошинской Киммерии».

## Фонды музея
Собрание музея насчитывает около 60 тысяч единиц хранения. В музее находятся прекрасные по цельности и сохранности интерьеры мемориальных комнат, прославленная Мастерская поэта, библиотека Волошина, пятая часть которой содержит издания с автографами выдающихся деятелей русской и мировой культуры.
В первом зале размещена литературно-историческая экспозиция. Документы, фотографии, письма детально рассказывают о жизни и творческой судьбе Максимилиана Волошина.
На втором этаже здания расположена мастерская. После ремонта обстановка этой комнаты не изменилась. Все вещи заняли свои места, как и при жизни хозяина. Письменный стол, мольберт, полки с книгами. Стеллажи для рабочих инструментов, краски и кисточки. В глиняных вазах — сухие горные растения.
Центром мастерской является «каюта Таиах». На стене — копия скульптурного портрета древнеегипетской царицы Мутнеджемет (оригинал находится в Египетском музее в Каире), который Волошин воспел под именем таинственной царевны Таиах. Рядом несколько живописных полотен — акварельные работы мастера, в которых улавливаются черты искусства Востока и Запада. Много морских раковин, ожерелья из самоцветов, фигурки из дерева и камня.

## Галерея

Памятник М. Волошину на территории музея
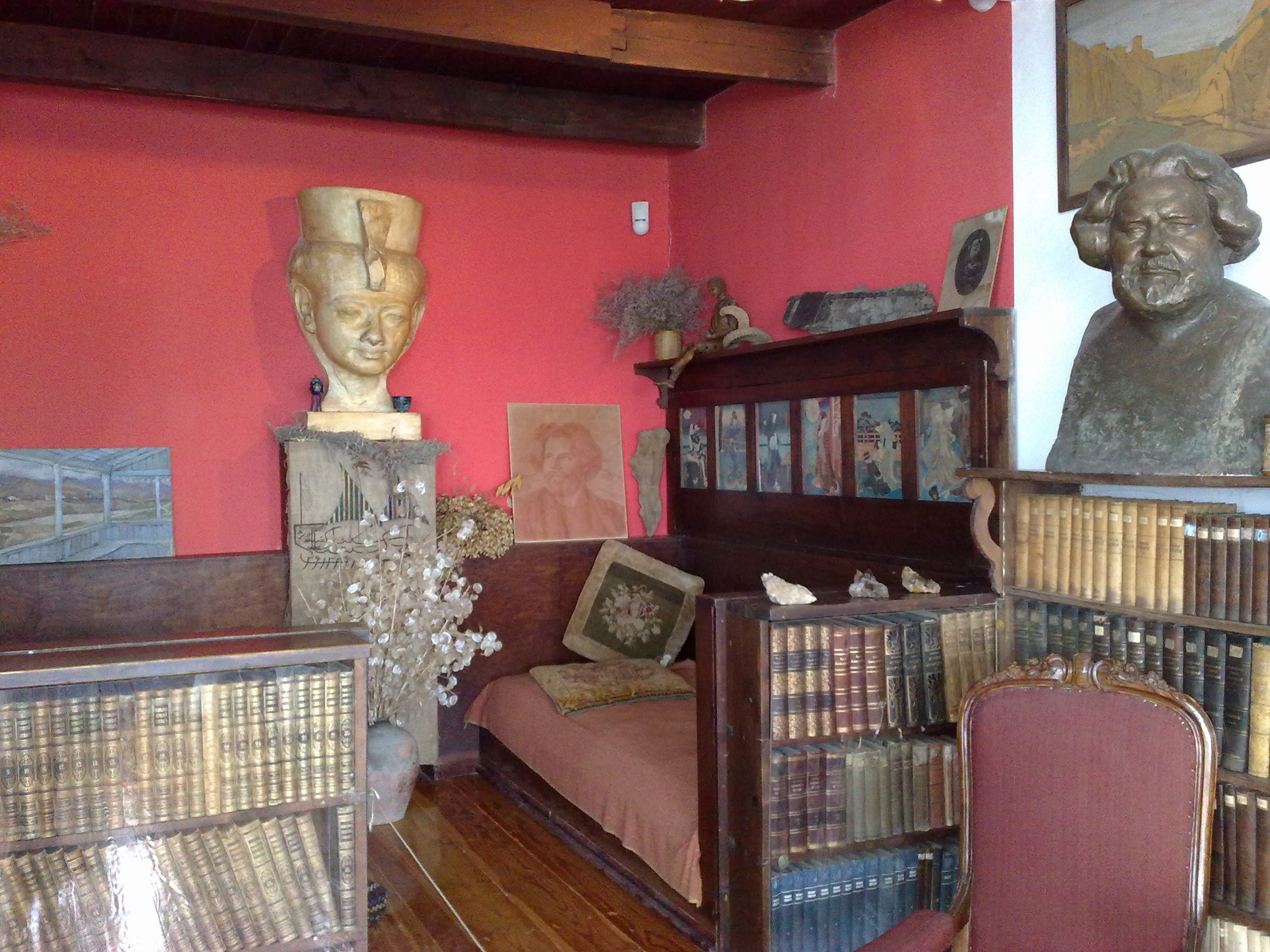
Мастерская Максимилиана Волошина
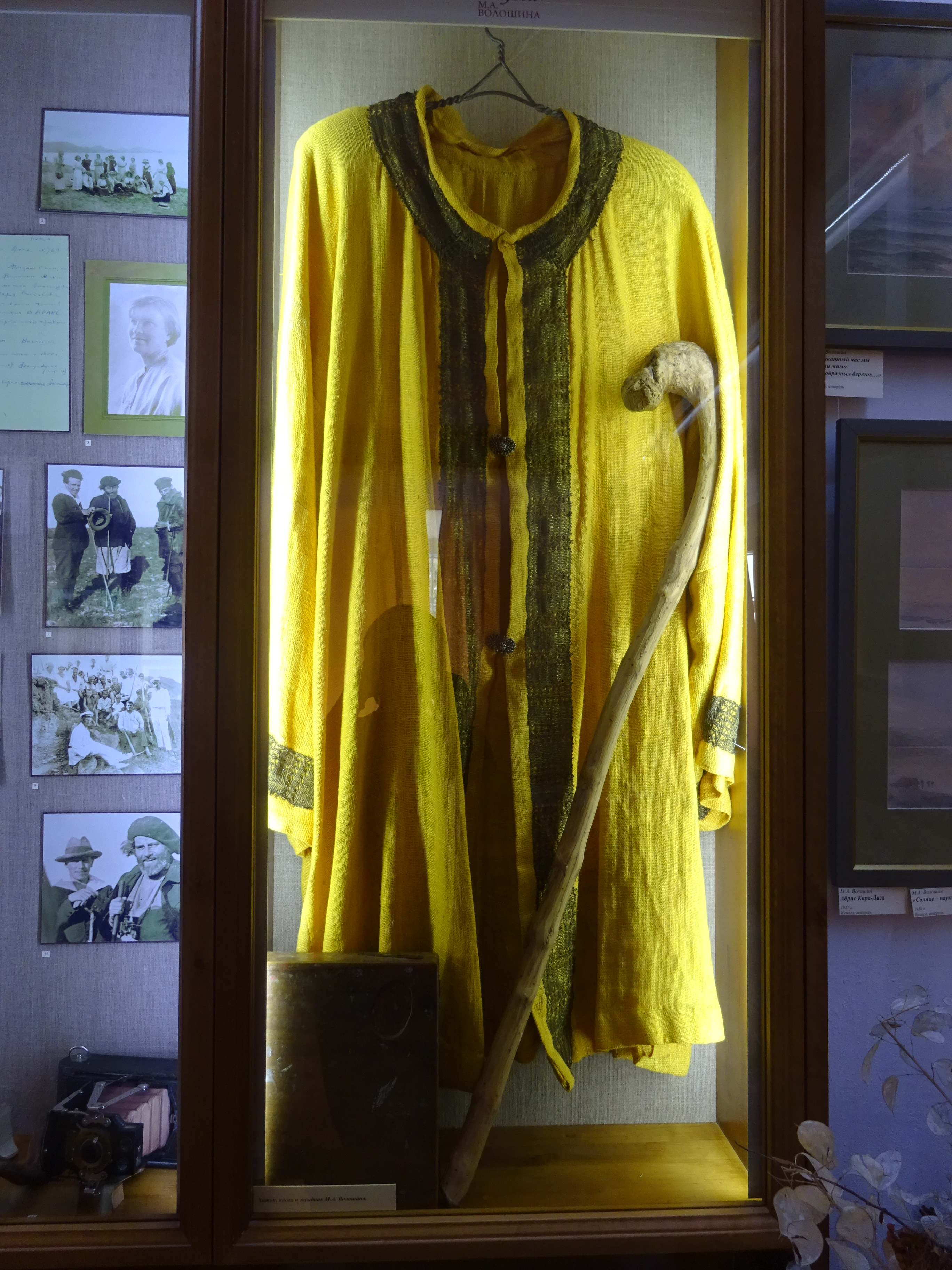
Хитон, посох и этюдник Волошина
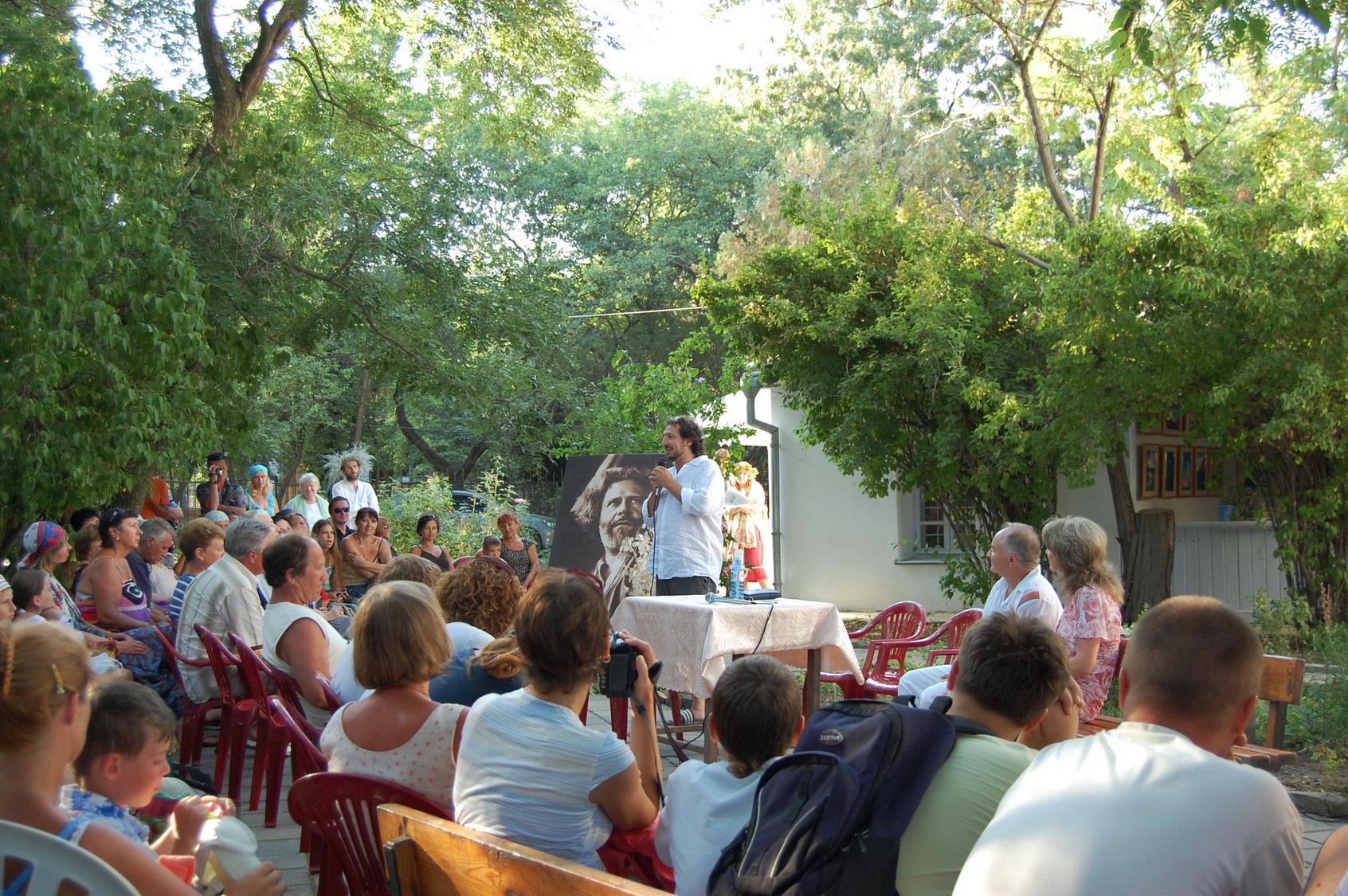
Празднование Дня рождения Волошина, 2008
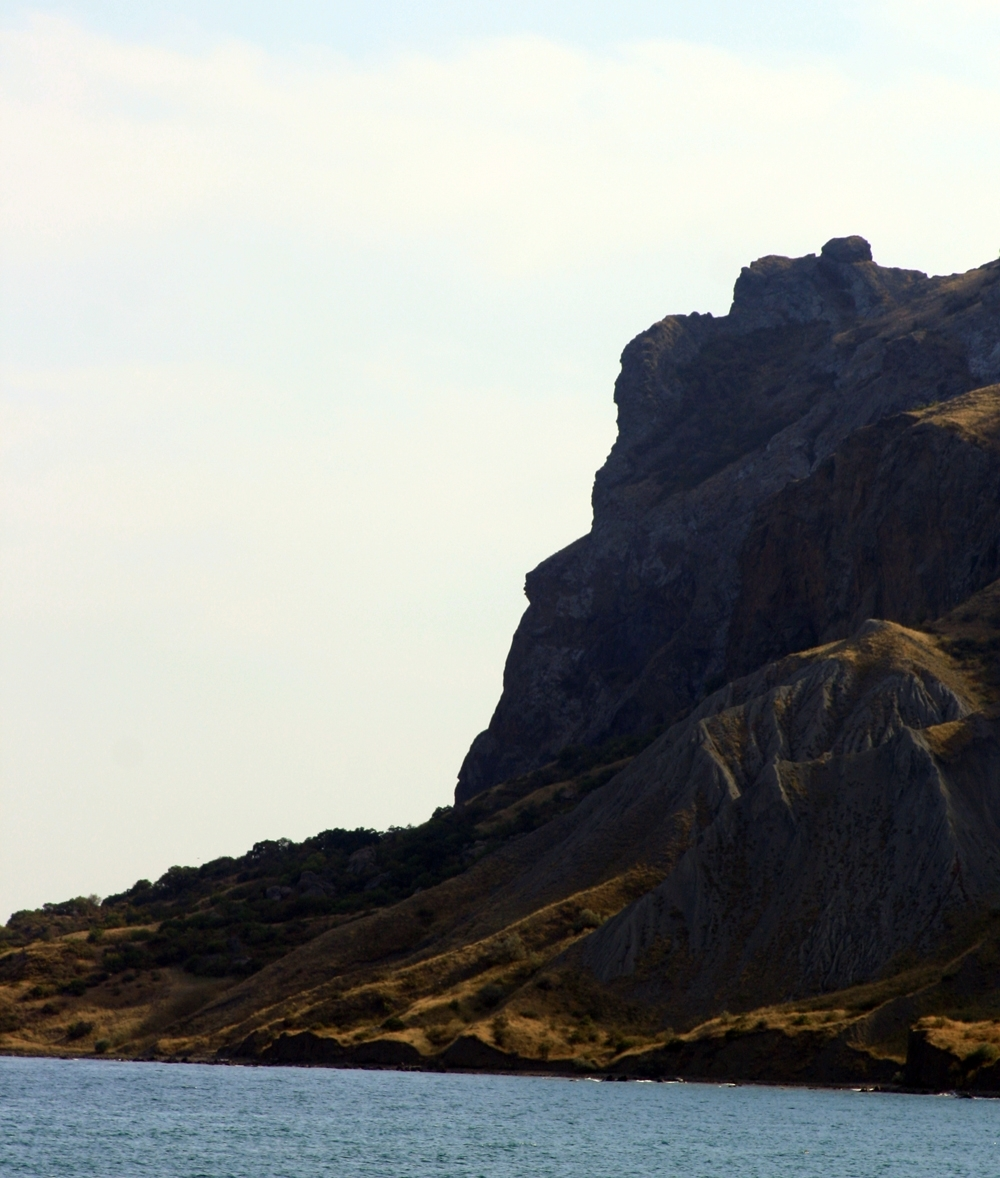
«Профиль Волошина» на скале, вид из дома художника
Памятник М. Волошину в Коктебеле

## Художественная коллекция Дома-музея
Художественная коллекция Дома-музея содержит работы В. Андерса, А. Бенуа, А. Беловой, В. Белкина, И. Билибина, К. Богаевского, М. Волошина, М. Воробьёвой-Стебельской, А. Габричевского, А. Ганзена, Н. Дурицкой, Н. Евреинова, З. Елгаштиной, С. Иккей, К. Костенко, Е. Кругликовой, У. Кунисада, Е. Лансере, А. Лентулова, А. Остроумовой-Лебедевой, К. Петрова-Водкина, Н. Радлова, О. Редона, Д. Риверы, М. Ромадина, М. Сабашниковой, В. Слевинского, Утамаро, Д. Фёдорова, Э. Харт, Хиросигэ, Хокусая, М. Шагинян, М. Шаронова, И. Эренбурга, Е. Юнге, М. Якунчиковой.